# NGC 1471
NGC 1471 је спирална галаксија у сазвежђу Еридан која се налази на NGC листи објеката дубоког неба.
Деклинација објекта је - 15° 24' 8" а ректасцензија 3h 51m 24,4s. Привидна величина (магнитуда) објекта NGC 1471 износи 14,6 а фотографска магнитуда 15,5. NGC 1471 је још познат и под ознакама NGC 1464, IRAS 03491-1533, PGC 13976.